# Крокодилячі сльози (серія Декстер)
«Крокодилячі сльози» (англ. Crocodile) — друга серія першого сезону американського телесеріалу «Декстер».

## Сюжет
Декстер, заплющивши очі, гойдається на хвилях. Його спокій порушує компанія на водних мотоциклах, яка з шумом стрибає у воду. Декстер непомітно спостерігає за ними, думаючи про те, що звичайні люди з легкістю можуть сміятися і грати, що недоступно для нього. Він непомітно плаває неподалік, подібно морському чудовиську, а пізніше повертається на свій човен. Коли він приходить додому, з'являється Дебра з бубликами і запитує, чому вони ніколи не розмовляють як звичайні брат з сестрою. Декстер відповідає, що їхній батько служив у поліції, і вони обидва поліцейські, і це якраз те, про що вони можуть говорити як брат і сестра. 
Декстеру потрібно виступати в суді, і Дебра допомагає вибрати йому краватку. За дванадцять років служби в поліції Декстер розслідував 2103 справи. Він з'являється в приміщенні суду і звертає увагу на родину жертви, Олександра Прайса, вбитого Меттью Чемберсом — він їхав п'яним і збив хлопця. Слухаючи виступ батька жертви, Декстер подумки відзначає, що бачить біль інших людей, розуміє її, але не здатний її відчути. Після закінчення засідання він їде на місце злочину — під мостом виявлено тіло. Коли він дістається до місця злочину, там вже збираються всі інші і лейтенант ЛаГуерта в тому числі. Декстер каже Енджелу, що потрібно знайти точку, звідки впало тіло, а пізніше оглядає жертву і каже, що в роті щось є. Це щось виявляється шматочком людської плоті. 
Коли він повертається до відділку з упаковкою пончиків, Дебра каже, що у неї з'явився новий приятель Шон, і Декстер пропонує їм усім разом зустрітися за обідом. У цей момент з'являється ЛаГуерта і каже, що знайдене тіло впізнали — це поліцейський Рікі Сіммонс. ЛаГуерта і Доакс їдуть до будинку Сіммонса і знаходять його дружину Кару на підлозі. В неї стріляли, але вона ще жива. Обшукуючи кімнату, Декстер і Енджел знаходять під диваном стільниковий телефон Кари, з якого вона дзвонила Рікі. Рікі працював під прикриттям у кримінальній сімейці Карлоса Герреро і, можливо, саме тому був вбитий. Декстер приїжджає до Рити, грає з її дітьми, а пізніше запрошує її на обід разом з Деброю та її другом Шоном. 
Коли він повертається до відділку, Дебра зауважує, що завдяки його припущенням вони знайшли рефрижератор. Коли його відкривають, всередині лежить величезна брила льоду, всередині якої знаходяться п'ять жіночих пальців з різнокольоровим лаком на нігтях. Декстер здивований тим, що вбивця залишив їм відбитки, за якими вони зможуть впізнати жертву. Крім того, колір лаку збігається з тим, який був на нігтях ляльки, залишеної в його холодильнику. Тим часом поліція встановлює особу вбивці Рікі Сіммонса, і його заарештовують у забігайлівці. У цей момент поруч з ним знаходиться і Карлос Герреро, але Доакс не може заарештувати його, так як проти Карлоса немає доказів. Декстер їде на чергове засідання, на якому Меттью Чемберса визнають невинним і відпускають на волю. Декстер ж починає власне розслідування. 
Трохи пізніше Декстер і Енджел приїжджають до будинку Сіммонса, і Декстер знаходить краплю крові, яка не належить Карі. Це кров вбивці, який скинув Рікі з мосту на дорогу. Декстер згадує, як батько розповів йому про загибель його напарника, Деві Санчеса. Гаррі обіцяє, що знайде його вбивцю. Декстер йде в бар, сідає за стійку поруч з Чемберсом, який вже п'яний і не пам'ятає його. Меттью каже, що його сьогодні випустили з в'язниці, але він все одно збирається сісти за кермо п'яним. Вивчивши його біографію, Декстер дізнається, що Чемберс вже звинувачувався у подібних злочинах в інших містах, і тепер у нього є можливість вбити Чемберса. На наступний день Декстер, Рита, Шон і Дебра обідають разом. Декстер подумки жартома зауважує, що він може вбити, розчленувати труп і встигнути додому якраз на шоу Девіда Леттермана. 
ЛаГуерта і капітан приймають рішення підвищити Дебру до детектива відділу вбивств. Трохи пізніше ЛаГуерта каже Доаксу, що Кара Сіммонс померла в лікарні. Вона здогадується, що між Доаксом та Карою був роман, роздумує над тим, чи варто відсторонити його від проведення розслідування, але, зрештою, не робить цього. Декстер збирається вистежити Метта, пробратися в його будинок і вбити, але отримує повідомлення від Дебри. Коли він приходить на зустріч, Дебра повідомляє про своє підвищення і про те, що її приятель Шон був одружений. Декстер зауважує, що в ресторані з'являється Карлос Герреро, йде вслід за ним до туалету, думає, чи не вбити його, але вирішує цього не робити. Пізніше він їде до будинку Чемберса і розправляється з ним, а коли повертається додому і відкриває холодильник, то бачить, що частини ляльки зникли. Він розуміє це як повідомлення знайти того, хто їх підкинув, і йде до ванної кімнати, в якій лежить, подібно крокодилові.